# Onoré rayé
Tigrisoma lineatum
Espèce
Répartition géographique
Statut de conservation UICN

 LC  : Préoccupation mineure
L'Onoré rayé (Tigrisoma lineatum) est une espèce d'oiseau de la famille des ardéidés.

## Répartition
Cet oiseau vit en Amérique latine.

## Habitat
L’Onoré rayé fréquente les marécages forestiers en basse altitude, notamment le long des cours d’eau lents dans ces marécages, dans les forêts-galeries et dans la mangrove.

## Nidification
L’Onoré rayé niche en solitaire. Le nid est une plate-forme de branche placé à environ 7 mètres de haut dans un grand arbre et non loin d’un plan d’eau. Les œufs sont au nombre de deux. Les oisillons sont nourris par régurgitation pendant la nuit seulement.

## Sous-espèces
D'après la classification de référence (version 14.1, 2024) de l'Union internationale des ornithologues, l'Onoré rayé possède 2 sous-espèces (ordre philogénique) :
- Tigrisoma lineatum lineatum (Boddaert, 1783) ;
- Tigrisoma lineatum marmoratum (Vieillot, 1817).

### Galerie

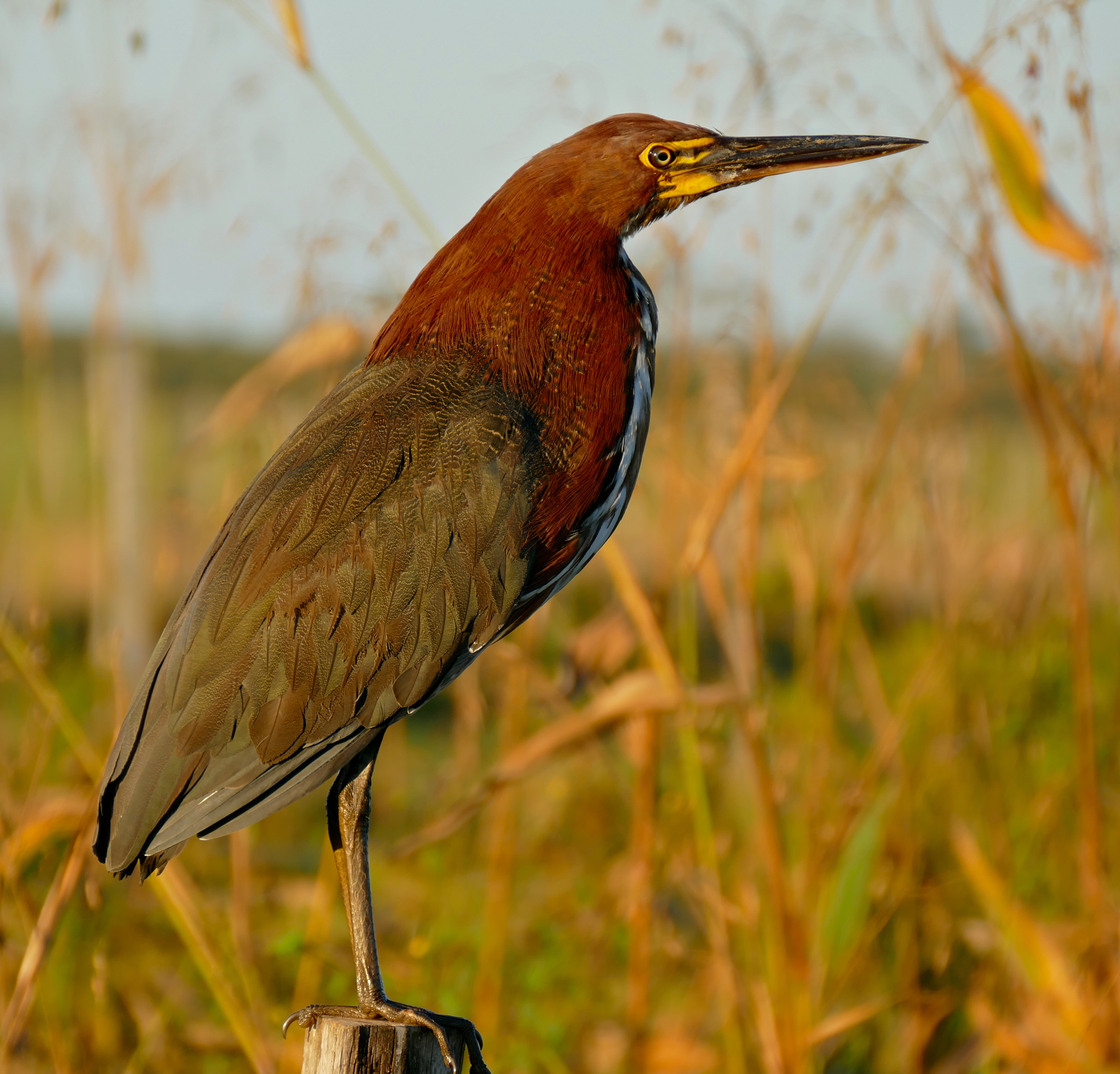
Onoré rayé (Mato Grosso, Brésil)
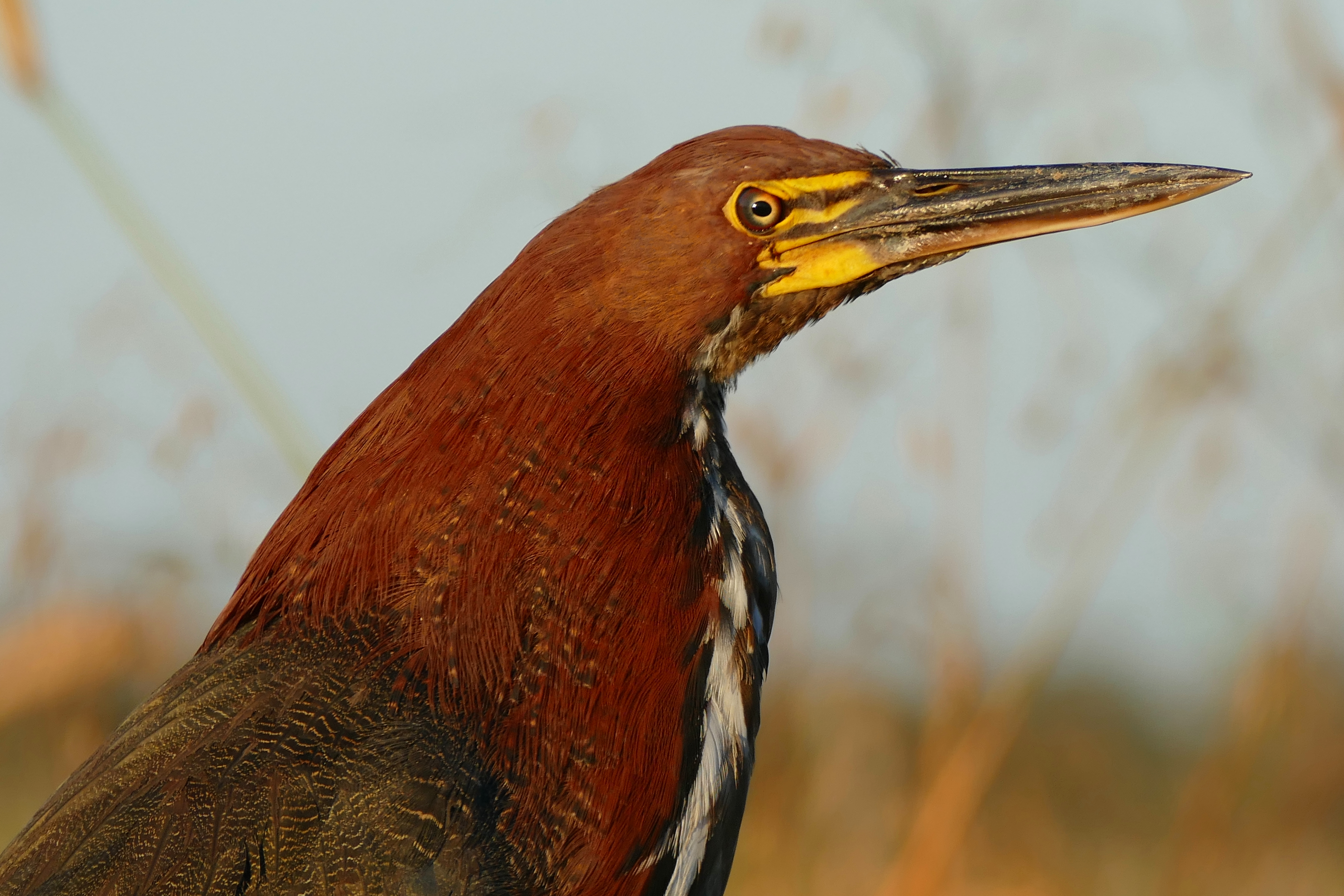
Détail de la tête
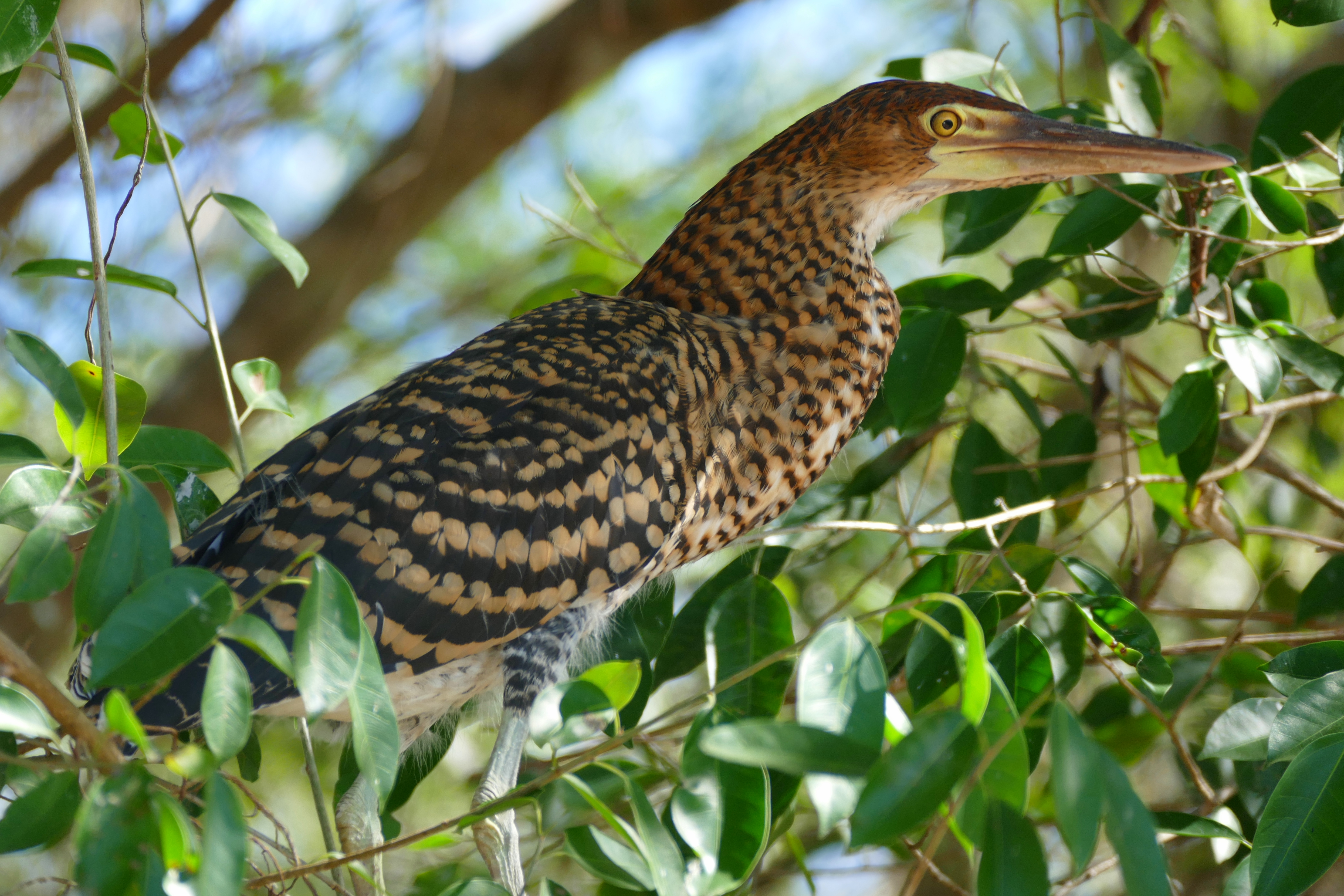
Juvénile